# Santa Teresa (Sao Tomé-et-Principe)
Pour les articles homonymes, voir Santa Teresa.
Santa Teresa est une localité de Sao Tomé-et-Principe située au nord-ouest de l'île de São Tomé, au sud-est de Neves, dans le district de Lembá. C'est une ancienne roça.

## Population
Lors du recensement de 2012, 65 habitants y ont été dénombrés.

## Roça
Ancienne petite dépendance de Rosema, implantée sur un territoire à fort dénivelé, elle était dotée d'un téléphérique.